# Saison 2 d'Engrenages
Chronologie
Saison 1 Saison 3
Cet article présente le guide des épisodes de la deuxième saison de la série télévisée française Engrenages.

## Distribution

### Personnages principaux
- Caroline Proust : Capitaine Laure Berthaud
- Thierry Godard : Lieutenant Gilles « Gilou » Escoffier
- Fred Bianconi : Lieutenant Luc « Tintin » Fromentin
- Philippe Duclos : François Roban
- Grégory Fitoussi : Pierre Clément
- Audrey Fleurot : Joséphine Karlsson

### Personnages récurrents
- Swann Arlaud : Lieutenant stagiaire Steph
- Dominique Daguier : Procureur Machard
- Samir Boitard : Sami / Jamal Haroun
- Daniel Duval : Szabo
- Stéphan Wojtowicz : Commissaire Marc Aubert
- Brigitte Roüan : Karine Fontaine
- Mehdi Nebbou : Mustapha Larbi
- Chryssa Florou : Sophie Larbi
- Samir Guesmi : Farouk Larbi
- Michel Bompoil : Robert Bréan
- Reda Kateb : Aziz
- Youssef Hajdi : Rachid
- Aymen Saïdi : Malik
- Dida Diafat : Nadir
- Alban Casterman : Juge Wagner

## Épisode 1
- Titre original : Épisode 1
- Numéros :  9 (2-1)
- Scénariste(s) : Virginie Brac et Eric de Barahir
- Réalisateur(s) : Gilles Bannier
- Diffusion(s) : 
  -  France : 12 mai 2008 sur Canal+
  -  Royaume-Uni : 13 septembre 2009 sur BBC Four
- Invité(es) :
- Résumé : Un cadavre calciné est retrouvé dans le coffre d'une voiture. L'équipe de Laure remonte jusqu'au garage et la perquisition se passe mal : le fils du garagistre frappe Laure qui réplique avec une matraque téléscopique. Joséphine fait désormais cavalier seul et se retrouve à jouer les avocats commis d'office pour gagner sa vie. Lorsqu'elle entend le fils du garagiste vociférer contre les flics, elle décide de le représenter et l'encourage à porter plainte contre Laure. En parallèle, une jeune fille des beaux quartiers fait une surdose d'héroïne dans les WC de son lycée. L'équipe retrouve le jeune qui lui a vendu la drogue et réussit à le convaincre de dénoncer son fournisseur. L'équipe monte alors un scénario où Tintin joue les acheteurs de drogue et ils le rencontrent dans une boîte de nuit. Mais la mission tourne mal : Rachid, le vendeur, soupçonne Tintin et l'oblige à le suivre en voiture. Ses collègues le prennent en chasse mais finissent par perdre sa trace.

## Épisode 2
- Titre original : Épisode 2
- Numéros : 10 (2-2)
- Scénariste(s) : Virginie Brac et Eric de Barahir
- Réalisateur(s) : Gilles Bannier
- Diffusion(s) : 
  -  France : 12 mai 2008 sur Canal+
  -  Royaume-Uni : 20 septembre 2009 sur BBC Four
- Invité(es) :
- Résumé :

## Épisode 3
- Titre original : Épisode 3
- Numéros : 11 (2-3)
- Scénariste(s) : Virginie Brac et Eric de Barahir
- Réalisateur(s) : Gilles Bannier
- Diffusion(s) : 
  -  France : 19 mai 2008 sur Canal+
  -  Royaume-Uni : 27 septembre 2009 sur BBC Four
- Invité(es) :
- Résumé :

## Épisode 4
- Titre original : Épisode 4
- Numéros : 12 (2-4)
- Scénariste(s) : Virginie Brac, Gérard Carré, Lionel Olenga et Eric de Barahir
- Réalisateur(s) : Gilles Bannier
- Diffusion(s) : 
  -  France : 19 mai 2008 sur Canal+
  -  Royaume-Uni : 4 octobre 2009 sur BBC Four
- Invité(es) :
- Résumé :

## Épisode 5
- Titre original : Épisode 5
- Numéros : 13 (2-5)
- Scénariste(s) : Virginie Brac, Gérard Carré, Lionel Olenga and Eric de Barahir
- Réalisateur(s) : Philippe Venault
- Diffusion(s) : 
  -  France : 26 mai 2008 sur Canal+
  -  Royaume-Uni : 11 octobre 2009 sur BBC Four
- Invité(es) :
- Résumé :

## Épisode 6
- Titre original : Épisode 6
- Numéros : 14 (2-6)
- Scénariste(s) : Virginie Brac et Eric de Barahir
- Réalisateur(s) : Philippe Venault
- Diffusion(s) : 
  -  France : 26 mai 2008 sur Canal+
  -  Royaume-Uni : 18 octobre 2009 sur BBC Four
- Invité(es) :
- Résumé :

## Épisode 7
- Titre original : Épisode 7
- Numéros : 15 (2-7)
- Scénariste(s) : Virginie Brac et Eric de Barahir
- Réalisateur(s) : Philippe Triboit
- Diffusion(s) : 
  -  France : 2 juin 2008 sur Canal+
  -  Royaume-Uni : 25 octobre 2009 sur BBC Four
- Invité(es) :
- Résumé :

## Épisode 8
- Titre original : Épisode 8
- Numéros : 16 (2-8)
- Scénariste(s) : Virginie Brac, Didier Le Pêcheur, Philippe Triboit and Eric de Barahir
- Réalisateur(s) : Philippe Triboit
- Diffusion(s) : 
  -  France : 2 juin 2008 sur Canal+
  -  Royaume-Uni : 1er novembre 2009 sur BBC Four
- Invité(es) :
- Résumé :